# Tommy Hilfiger Corporation
Die Tommy Hilfiger Corporation ist ein von dem US-amerikanischen Modedesigner Tommy Hilfiger 1985 gegründetes, international operierendes Modeunternehmen, welches Artikel im mittleren Preissegment anbietet. Der Sitz befindet sich seit 2006 in Amsterdam. Seit 2010 ist das Unternehmen im Besitz der US-amerikanischen Phillipps-Van Heusen Corporation, zu der seit 2003 auch die Modemarke Calvin Klein gehört.

## Unternehmensentwicklung

### Anfänge in New York
Im Jahr 1985 wurde die erste Herrenkollektion vom Modedesigner Thomas „Tommy“ J. Hilfiger durch finanzielle Unterstützung und Lizenzvereinbarungen mit dem indischstämmigen amerikanischen Textilunternehmer Mohan Murjani in New York City auf den Markt gebracht.
Murjani hatte mit seinem Unternehmen Murjani International die Marke Gloria Vanderbilt Jeans in den USA etabliert und ihm gehörte eine Coca-Cola-Bekleidungslinie.
Hilfiger hatte das nach ihm benannte Unternehmen 1985 gegründet, nachdem er sich bereits ab 1980 mit einer kurzlebigen Modelinie namens Rodeo versucht hatte. Hilfiger-Mode zeichnete sich als lässige Sportswear mit einem rechtwinkligen Logo in den Farben: dunkelblau, rot, weiß aus (Hilfiger selbst leitet die Farbkombination aus dem nautischen Flaggenalphabet her), war preislich etwas unter dem Hauptwettbewerber Ralph Lauren angesiedelt und wurde medienwirksam mit großformatigen Werbeplakaten, beispielsweise am Times Square in New York, beworben.
Mit dem Slogan „The 4 great American designers for men are: R-L, P-E, C-K, T-H.“ (dt. „Die 4 großen amerikanischen Designer für Männer sind: R-L, P-E, C-K, T-H“) stellte sich der nahezu unbekannte Hilfiger selbstbewusst implizit auf eine Stufe mit den Designgrößen Ralph Lauren, Perry Ellis und Calvin Klein.
Dieses Vorgehen, wenngleich äußerst erfolgreich, brachte Hilfiger die Missgunst der etablierten Designerkollegen und einen Ruf als „rücksichtsloser Self-Promoter“ ein.
Der sogenannte 'Preppy'-Look war und ist, wie bei Ralph Lauren, ein Markenzeichen Hilfigers.
Außerdem fügte er seiner Sportswear, die er als „classics with a twist“ (dt. „Klassiker mit dem gewissen Etwas“) bezeichnete, kleine Details hinzu, wie andersfarbig ausgestickte Knopflöcher, andersfarbige Sakkofutter oder mit Stoff unterlegte Polohemdkrägen. In den Folgejahren erfolgte, auch begünstigt durch weiterhin gezielte Werbekampagnen, ein sehr rasantes Firmenwachstum mit Firmengründungen nach und nach in vielen Ländern.

### Aufstieg und Expansion

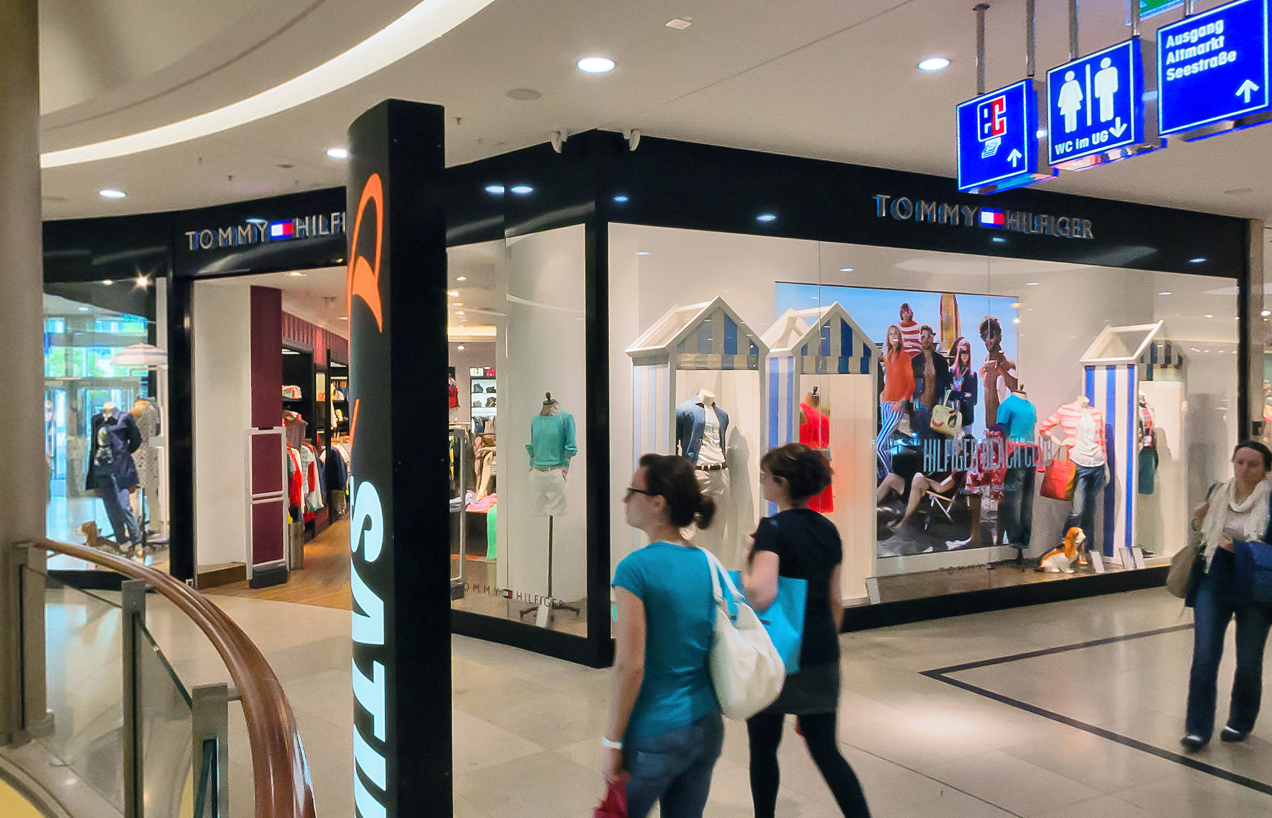
Geschäft in der Altmarkt-Galerie

1988 wurde die Tommy Hilfiger Co., Inc. gegründet und der Investor Murjani, welcher in finanzielle Schwierigkeiten geraten war, weil die Coca-Cola-Bekleidungslinie aufgegeben worden war, ausbezahlt sowie die an ihn vergebenen Lizenzen und Namensrechte zurückgekauft.
Die in Hongkong ansässige, von den Unternehmern Silas Chou und Lawrence Stroll gegründete Sportswear Holdings Ltd. beteiligte sich mit 100 Mio. US$ mehrheitlich am Hilfiger-Konzern, welcher infolge vom weitverzweigten Produktions- und Vertriebsnetz der beiden Unternehmer in Asien profitierte.
Hilfiger selbst behielt 22,5 % am Unternehmen.
Die Jahresumsätze stiegen kontinuierlich: 28 Mio. US$ (1989), 50 Mio. US$ (1990), 100 Mio. US$ (1991).
1992 wurde Tommy Hilfiger erfolgreich an der New Yorker Börse gelistet.
In den folgenden Jahren wurden die ersten Hilfiger-Ladengeschäfte eröffnet.
1993 betrug der Umsatz 138 Mio. US$, wovon 57 Mio. US$ Gewinn gemacht wurden.
Mitte der 1990er Jahre wurde die Marke Hilfiger und ihre Preppy-Mode dafür bekannt, von sogenannten mit Hip-Hop-Musik assoziierten „Ghetto-Kids“ in den Großstädten in übergroßen Größen getragen zu werden (Baggy-Look), worauf das Unternehmen schließlich auf kurze Sicht erfolgreich reagierte, indem es die Bekleidung gleich in extragroßen Größen anbot und mit vergrößerten Logos versah und den Preppy-Look vernachlässigte.
Als der Rapper Snoop Dogg im März 1994 bei Saturday Night Live ein Hilfiger-Shirt trug, eroberte Hilfiger die Rapperszene und den Street-fashion-Markt; die Umsatzzahlen schnellten weiter in die Höhe.
Gleichzeitig sank allerdings das Prestige der Marke Tommy Hilfiger und die Preppy-Kundschaft wurde vergrault.
Die Ächtung seiner Designerkollegen bekam Hilfiger zu spüren, als der Council of Fashion Designers of America 1994 entschied, seinen Preis für den Herrenmodedesigner des Jahres (Menswear Designer of the Year), für den Hilfiger als sicherer Kandidat gehandelt worden war, in diesem Jahr einfach nicht zu verleihen. Hilfiger erhielt ihn dann 1995.
Zur gleichen Zeit wurde die sportliche Hilfiger-Athletics-Kollektion präsentiert, Knabenmode unter der Marke Hilfiger lanciert und das Lizenzgeschäft mit Accessoires und Heimtextilien ausgebaut.
Das erfolgreiche Herrenparfüm Tommy erschien 1994.
1995 wurden erstmals von Pepe Jeans produzierte Hilfiger-Jeans angeboten. Der Londoner Jeanshersteller Pepe war speziell zu diesem Zweck für 100 Mio. US$ aufgekauft worden.
Die Umsätze des Unternehmens stiegen weiterhin und neben zahlreichen Shops-in-Shop bei großen Kaufhäusern wurden weitere Hilfiger-Geschäfte eröffnet.
1996 wurde erstmals eine Damenkollektion lanciert, die in Lizenz von Pepe Jeans produziert auf der Londoner Modewoche präsentiert wurde.
Das Damenparfum Tommy Girl wurde mit Estée Lauder erfolgreich auf den Markt gebracht, weitere Düfte folgten.
1997 wurde in Amsterdam die Europazentrale von Hilfiger, Tommy Hilfiger Europe B.V., gegründet und die Marke in Lizenz im europäischen Markt etabliert. Der Niederländer Fred Gehring, ein langjähriger Geschäftspartner von Stroll und Lawrence, wurde CEO.
Für die europäische Mode, die in dieser Zeit höher positioniert war als die amerikanische Hilfiger-Mode und ein „hochwertiges Renommee“ genoss, wurde ein Designteam in Amsterdam zusammengestellt.
1998 wurde in Europa die jeans-lastige Kollektion Hilfiger Denim gestartet und eine Europalizenz für gehobene Herrenmode, Tommy Hilfiger Tailored Clothing, an den Bekleidungsspezialisten Strellson (später: Holy Fashion Group) vergeben. Die Tommy Jeans Kollektion debütierte 1999.
Ebenso 1999 ging die Webseite tommy.com online, eine Mädchenkollektion wurde angeboten und der Hilfiger-Jahresumsatz betrug 1,63 Mrd. US$.
Ende der 1990er gab es für kurze Zeit – als im Nachhinein gescheiterte Strategie, von dem Stigma der Ghetto Street fashion loszukommen – die hochpreisige und hochmodische, in New York gefertigte Red Label Designerkollektion sowie die in Italien gefertigte, klassische White Label Hilfiger-Kollektion jeweils für Damen und Herren.
2000 wurde Golf- und Badebekleidung ins Portfolio aufgenommen. Diese Projekte bewirkten allerdings, dass sich die Rapper- und Hip-Hop-Szene von der Marke Hilfiger zurückzog, während neue Käuferschichten nicht oder nicht genügend erschlossen werden konnten.

### Umsatzeinbrüche und Verkauf
Mit der Jahrtausendwende gingen die Umsatzzahlen in den USA zurück, die Marke verlor an Anziehungskraft, wenngleich die Umsätze auf den europäischen Märkten anstiegen.
Der Aktienpreis war von 1999 bis 2000 um bis zu 75 % gefallen.
2002 mussten 37 von insgesamt 44 Hilfiger-Geschäften geschlossen werden.
Die Flagshipstores in Londons Edelmeile Bond Street und Beverly Hills (Rodeo Drive) wurden als strategische Fehlentscheidungen eingestuft und ebenfalls geschlossen – die dortige Käuferschicht, wenngleich vermögend, war zu alt für die Marke Hilfiger.
Chou und Stroll zogen sich aus dem Unternehmen zurück und kauften Anteile an der Modemarke Michael Kors.
2001 wurde die Lizenz für den europäischen Markt für 200 Mio. US$ zurückgekauft.
2002 wurde der erste europäische Hilfiger-Store in Düsseldorf eröffnet.
Anfang der 2000er schadete eine Steuerhinterziehungsklage, die 2005 nach Rückzahlungen allerdings eingestellt wurde, und Klagen der eigenen Aktionäre dem Unternehmen. Es wurden Überlegungen angestellt, ob Hilfiger-Mode bei Wal-Mart verkauft werden sollte, ob gar Wal-Mart das Unternehmen Hilfiger übernehmen sollte.
Im Einzelhandel brachen die Umsätze um bis zu 75 % ein.
Die Größen wurden verkleinert, schmalere Silhouetten eingeführt, die Kollektionen verjüngt. 2004 kam die gehobene H Hilfiger Kollektion zum Portfolio hinzu, welche allerdings 2005 wieder vom Einzelhandelsmarkt genommen wurde.

Ende 2004 kaufte der Konzern die Markenrechte des Modemachers Karl Lagerfeld und erlangte dadurch erneut weltweite Aufmerksamkeit.
Hilfigers anfänglicher Geschäftspartner Murjani war von 2004 bis 2011 der Lizenznehmer von Tommy Hilfiger in Indien, danach übernahm das Unternehmen den Vertrieb auf dem Subkontinent selbst.
2004 betrug der Konzernumsatz ca. 1,4 Mrd. US$.
2005 übernahm das Investment-Unternehmen Apax Partners die Tommy Hilfiger Corporation (samt der Marke Karl Lagerfeld) zu 80 % für 1,6 Mrd. US$, nachdem die Umsätze des Unternehmens eingebrochen waren.
Das Unternehmen wurde vom Aktienmarkt genommen und privatisiert.
Gehring stieg zum Konzern-CEO auf.
Nachfolger von Gehring als CEO von Tommy Hilfiger Europe wurde der Schweizer Daniel Grieder.
Apax versuchte danach erfolglos Tommy Hilfiger wieder an den Aktienmarkt zu bringen.
Die gehobene Tommy Hilfiger Collection wurde in den USA Ende 2005 als in Italien eigengefertigte Laufsteglinie lanciert.
Die Konzernzentrale wurde Anfang 2006 schließlich von New York nach Amsterdam verlegt.
Ende 2007 schloss Hilfiger mit der Kaufhauskette Macy’s einen Exklusiv-Verkaufsvertrag für den US-amerikanischen Markt ab. Die Anzahl der eigenen Geschäfte weltweit verdoppelte sich seit Anfang der 2000er auf nahezu 1000 Läden. Der Umsatz betrug im Geschäftsjahr 2008/09 umgerechnet ca. 1,6 Mrd. US$; der Gewinn belief sich wie bereits im Vorjahr auf 270 Mio. US$. 2009 ging die Webseite hilfigerdenim.com an den Start. Anfang 2010 wurde die mit Hilfe des Designers Peter Som kreierte Hilfiger-Kollektion bei der New York Fashion Week präsentiert und von den Kritikern gelobt. Die 300 Mio. US$ Reingewinn 2009 sind zu einem großen Teil der europäischen Division zu verdanken. An Erlösen erzielte das Europa-Geschäft 2008/09 rund 795 Mio. US$.
2010 machte das Europa-Geschäft 44 % des weltweiten Umsatzes aus und im gleichen Jahr feierte das Unternehmen sein 25-jähriges Bestehen. Die an die Holy Fashion Group in Kreuzlingen (Schweiz) vergebene Lizenz für die Business-Linie Tommy Hilfiger Tailored Clothing wurde Ende 2011 aufgelöst; die Modelinie wird von Frühjahr/Sommer 2013 an von der Tommy Hilfiger Corporation ohne Lizenz selbst fortgeführt.
Gleichzeitig schloss das Unternehmen für die 2006 lancierte und bislang selbst gefertigte gehobene Tommy-Hilfiger-Collection-Toplinie für Damen und Herren Ende 2011 eine Lizenzvereinbarung mit dem italienischen Bekleidungshersteller Ittierre über die Produktion und den internationalen Vertrieb ab Herbst 2012 ab.
Die Lizenz wurde Ende 2013 von Ittierre zurückgeholt und an den italienischen Modehersteller Pier aus Treviso vergeben, der auch für Porsche Design, Balenciaga, Dior, Dries Van Noten oder Yves Saint Laurent produziert. Beginnend mit der Frühling-Sommer-Kollektion 2021 wird Lardini, unter einer Herstellungs- und Vertriebslizenz für die High-End-Anzugsmarke Tailoired, klassischen Anzüge, Jacken, Kostüme und Hosen der amerikanischen Marke in Europa, im Nahen Osten und im asiatisch-pazifischen Raum entwerfen, produzieren und vertreiben.

### PVH Corp.
Im März 2010 wurde bekannt, dass der amerikanische Modekonzern Phillips-Van Heusen (PVH), zu dem auch die Marke Calvin Klein gehört, das Unternehmen Hilfiger für umgerechnet 2,2 Mrd. Euro (fast 3 Mrd. US$) bis spätestens Herbst 2010 zu 77 % von Apax übernehmen wird.
Apax wird im Gegenzug Anteile an PVH halten.
Für den Kauf der Marke Calvin Klein, bei dem Apax Partners auch involviert war, hatte PVH 2003 lediglich knapp ein Siebtel, 430 Mio. US$ nebst Gebühren für Lizenzeinnahmen, dieser Summe bezahlt.
Die Marke Karl Lagerfeld war nicht Teil der Transaktion und verblieb bei Apax Partners. Für das Geschäftsjahr 2010 trug die Marke Tommy Hilfiger bei weltweit erwirtschafteten Umsätzen in Höhe von 4,6 Mrd. US$ mit 1,94 Mrd. US$ zum Konzernumsatz von PVH bei.
2013 erwirtschaftete die Marke Tommy Hilfiger weltweite Umsätze in Höhe von 6,4 Mrd. US$, wovon 41 % in Nordamerika und 43 % in Europa generiert wurden.

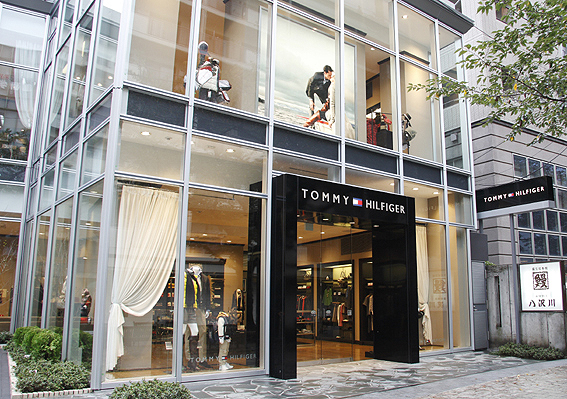
Tommy-Hilfiger-Filiale in Japan

Anfang 2015 war die Marke Tommy Hilfiger in ca. 90 Ländern und 1400 Hilfiger-Geschäften (Ende 2010: 1040 Geschäfte in 65 Ländern), welche etwa zur Hälfte vom Unternehmen selbst betrieben werden, zu kaufen. Davon befanden sich zum Stand 2010 ca. 425 Geschäfte in Europa und 122 in Japan.
Das Unternehmen unterhält weltweit sieben großflächige Flagshipstores in Manhattan, Paris, London (2×), Tokio, West Hollywood und Düsseldorf.
Daneben betreibt Tommy Hilfiger weltweit ca. 90 sogenannte Anchor-Stores von mittelgroßem Format, beispielsweise in Berlin, Hamburg, Köln, Frankfurt, Zürich und Wien. In den USA existierten 2010 neben Shops-in-Shop bei der Kaufhauskette Macy’s ca. 240 Hilfiger-Geschäfte, die bis auf wenige Ausnahmen wie die Flagshipstores Outletgeschäfte (Tommy Hilfiger Company Store) waren. Für Asien und Südamerika bestehen lokale Lizenzvereinbarungen für die Marke Hilfiger.

Im Dezember betrieb Tommy Hilfiger eine Aufwertung des eigenen Markenimages, indem eine „hochgenrige Capsule-Kollektion“ gemeinsam mit dem Cashmere-Spezialisten Lanificio Colombo auf den Markt gebracht wurde.

### Portfolio

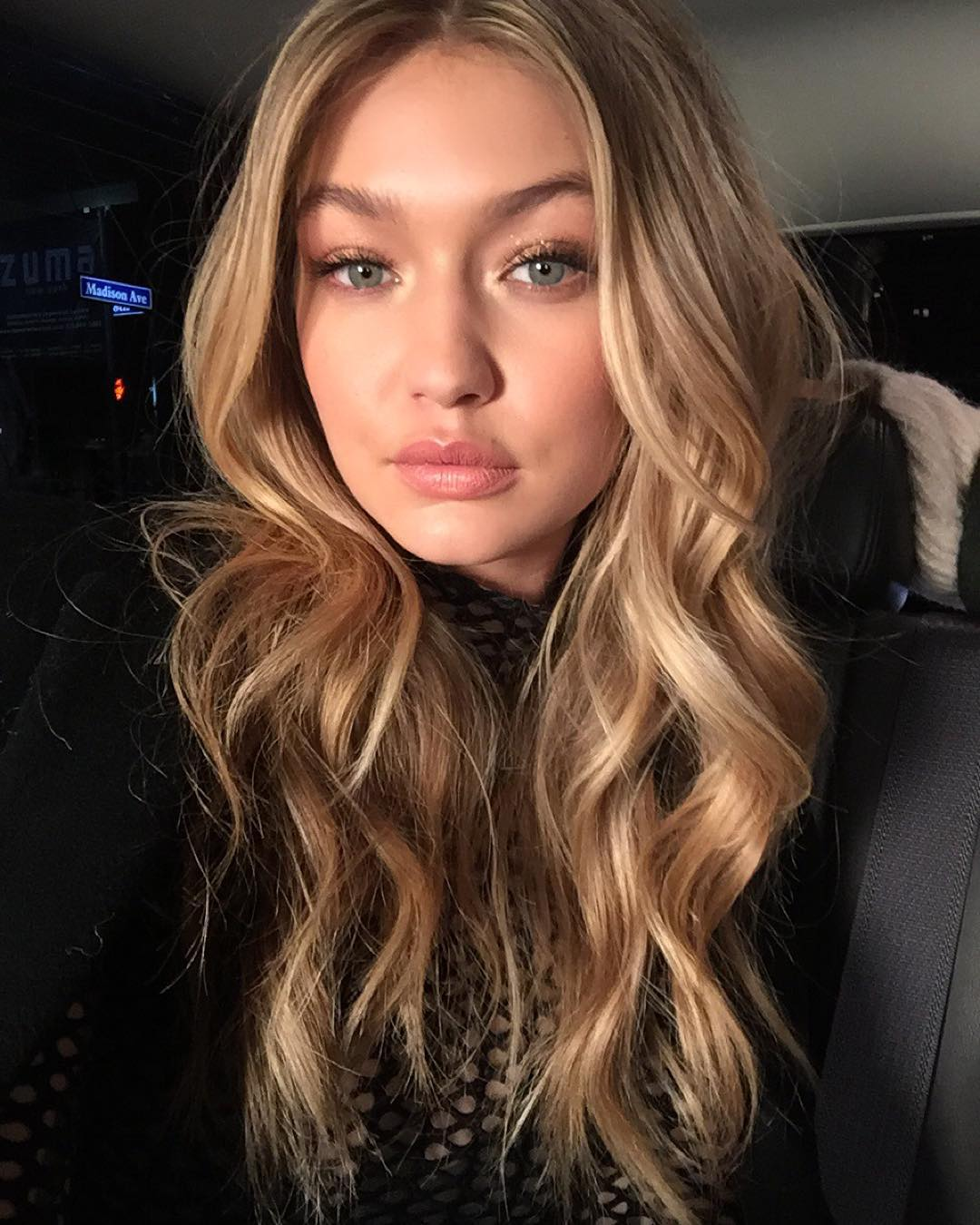
Kooperation mit Gigi Hadid seit 2015

Die Tommy Hilfiger Corporation ist ein Markenartikler im oberen Mittelpreissegment mit Vertriebsorganisationen in vielen Ländern.
Das Markenportfolio ist in zwei (ehemals drei) große Bereiche unterteilt:
- Tommy Hilfiger (modische Sportswear für Damen und Herren, Businesslinie Tailored Collection für Damen und Herren, hochpreisige Laufstegkollektion (Tommy) Hilfiger Collection für Damen und Herren, Kinderbekleidung, Unterwäsche, Schuhe, Accessoires, Düfte, Wohnungseinrichtungsartikel)
- Hilfiger Denim (Jeans- und Sportswearkollektion für jüngere Damen und Herren)

Die dritte Kategorie – Hilfiger Sport (Sportbekleidung für Damen und Herren, Nachfolger von Hilfiger Athletics) – ist seit Anfang der 2010er Jahre nicht mehr im Portfolio vorhanden.
In Kooperation mit dem Model Gigi Hadid entwickelt Tommy Hilfiger seit Dezember 2015 die Kollektion TommyNow Drive. 2016 wurde die gemeinsame Kollektion TommyXGigi präsentiert.

## Deutschland

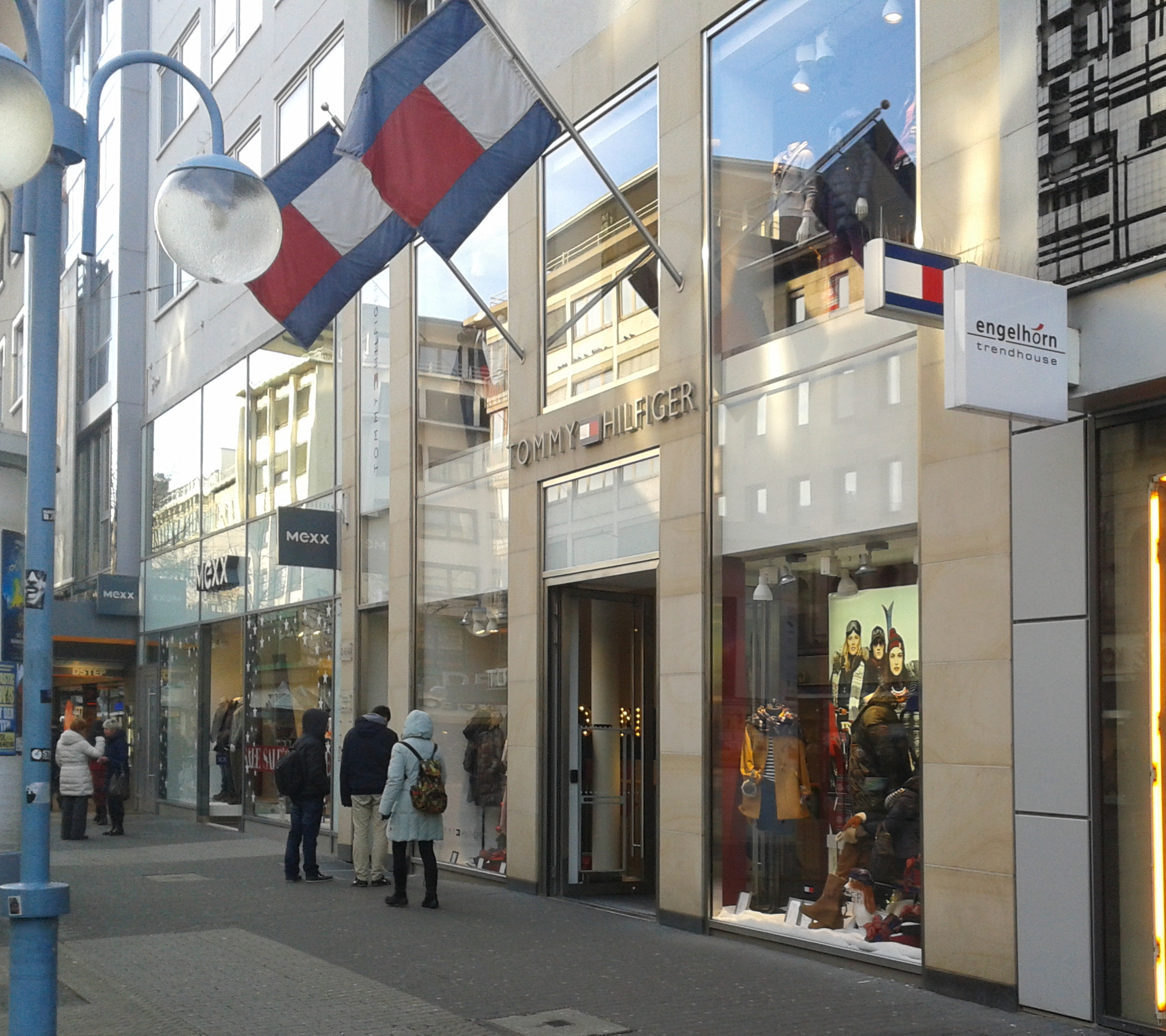
Tommy-Hilfiger-Filiale in Mannheim

Der größte europäische Absatzmarkt ist Deutschland. Zusammen mit Spanien werden ca. 40 % der europäischen Hilfiger-Umsätze in Deutschland generiert.
In Deutschland wird das Unternehmen von der in Düsseldorf ansässigen Tommy Hilfiger Deutschland GmbH gesteuert, deren Geschäftsführer bis 2006 Dieter Holzer war und die seither von Oliver Timm geleitet wird.
Die Hilfiger Stores GmbH ist dabei unter anderem für den deutschen Internetauftritt des Unternehmens verantwortlich. Anfang 2010 gab es 46 Tommy Hilfiger-Boutiquen in Deutschland und das Unternehmen kündigte weitere Eröffnungen an.
Der Deutschlandumsatz wurde für 2009 auf ca. 190 Mio. Euro geschätzt.
Von 2010 bis 2014 war Hilfiger wieder auf der Bread & Butter in Berlin vertreten.